# Psammophilus
Psammophilus  es un género de reptiles escamosos de la familia Agamidae.

## Especies
Se reconocen las siguientes especies:
- Psammophilus blanfordanus
- Psammophilus dorsalis